# Гемінал
У хімії дескриптор гемінал або гемінальний (ріко, гемінальна) (з Latin  gemini «двійники, близнята») стосується зв'язку між двома атомами або функціональними групами, які приєднані до одного атома. Наприклад, гемінальний діол — це діол (молекула, яка має дві спиртові функціональні групи), приєднаний до того самого атома вуглецю, як у метандіолу. Також скорочений префікс гемі може бути застосований до хімічної назви для позначення цього зв'язку, як у гемі-дибромід для «гемінал дибромід». 
Ця концепція важлива в багатьох галузях хімії, включно з синтезом і спектроскопією, оскільки функціональні групи, приєднані до одного атома, часто поводяться по-іншому, а ніж коли вони розділені. Гемінальні діоли, наприклад, легко перетворюються на кетони або альдегіди з втратою води.
|                                                                   | Алкан | гемінальний | віцинальний | ізольований |
| Метан                                                             |       |             | не існує    | не існує    |
| Етан                                                              |       |             |             | не існує    |
| пропан                                                            |       |             |             |             |
| Замісники у вибраних дибромоалканах позначені червоним кольором . |       |             |             |             |

Пов'язаний термін «віцинальний» означає зв'язок між двома функціональними групами, які приєднані до сусідніх атомів. Відносне розташування двох функціональних груп також можна описати дескрипторами α і β.

## 1H ЯМР спектроскопія
У спектроскопії 1H ЯМР(англ. 1H NMR) зчеплення двох атомів водню з одним атомом вуглецю називається гемінальним зчепленням. Це відбувається лише тоді, коли два атоми водню в метиленовій групі стереохімічно відрізняються один від одного. Гемінальна константа зв'язку називається 2J, оскільки атоми водню з'єднуються двома зв'язками. Залежно від інших заступників гемінальна константа зв'язку приймає значення від -23 до +42 Гц.

## Синтез
У наступному прикладі показано перетворення циклогексилметилкетону в гемі-дихлорид за допомогою реакції з пентахлоридом фосфору. Потім цей гемі-дихлорид можна використовувати для синтезу алкіну.